# 14411 Clérambault
14411 Clérambault eller 1991 RE2 är en asteroid i huvudbältet som upptäcktes den 6 september 1991 av den belgiske astronomen Eric W. Elst vid Haute-Provence-observatoriet. Den är uppkallad efter den franske kompositören Louis-Nicolas Clérambault.
Asteroiden har en diameter på ungefär 4 kilometer och den tillhör asteroidgruppen Levin.